# Cláudia Neto
Cláudia Neto (Portimão, 18 de abril de 1988), é uma futebolista portuguesa, que atua como médio.

Em 2019, joga pelo VFL Wolfsburg Frauen, clube sediado na cidade de Wolfsburg na Alemanha.

Cláudia Neto conta com 9 títulos internacionais até à 2019 e uma nomeação para a FIFPRO World XI.
The Guardia  Best Female Footballers in the World
2016 -2017
2017-2018
2018-2019

## Carreira
Cláudia Neto faz parte do elenco da Seleção Portuguesa de Futebol Feminino. 

## Títulos[4]
- Campeonato Sueco de Futebol Feminino – 2015-2016, 2016-2017
- Copa da Suécia de Futebol Feminino –  2013-14, 2014-15
- Campeonato Alemão de Futebol Feminino - 2017-2018, 2018-2019
- Copa Alemã de Futebol Feminino - 2017-2018, 2018-2019